# Dominik Stroh-Engel
Pour les articles homonymes, voir Stroh (homonymie) et Engel.
Dominik Stroh-Engel (né le 27 novembre 1985 à Ehringshausen en Hesse) est un joueur de football allemand qui évolue au poste d'attaquant.

## Biographie
Il inscrit 27 buts en troisième division allemande avec le SV Darmstadt lors de la saison 2013-2014, ce qui constitue sa meilleure performance. Le 21 septembre 2013, il inscrit quatre buts à lui tout seul lors d'un match contre le Hansa Rostock (victoire 6-0).

## Palmarès
SV Darmstadt
- Championnat d'Allemagne D2 :
  - Vice-champion : 2014-15.
- Championnat d'Allemagne D3 :
  - Meilleur buteur : 2013-14 (27 buts).